# Piliocolobus semlikiensis
Piliocolobus semlikiensis (лат.) — вид млекопитающих из семейства мартышковых отряда приматов.

## Классификация
Ранее считался подвидом Piliocolobus foai, однако более поздние классификации возводят его в ранг вида.

## Распространение
Населяет дождевые леса на северо-востоке Демократической республики Конго между долиной реки Семлики и горами Рувензори. Также, возможно встречается на ограниченном участке в Уганде.

## Статус популяции
Международный союз охраны природы присвоил этому виду охранный статус «Уязвимый». Площадь ареала оценивается в 80 тыс. км², однако из-за вырубки лесов эта площадь сокращается, так сокращение может достигать 14 % в период с 1990 по 2019 год. Другая угроза популяции — охота ради мяса.